# بازارچه مختاری
بازارچهٔ مختاری مربوط به اواخر دوره قاجار است و در شهرستان اصفهان، بخش جلگه، روستای تاریخی قهی واقع شده و این اثر در تاریخ ۲۲ مرداد ۱۳۸۴ با شمارهٔ ثبت ۱۲۹۹۲ به‌عنوان یکی از آثار ملی ایران به ثبت رسیده‌است.